# Lijst van hoogste gebouwen van Philadelphia

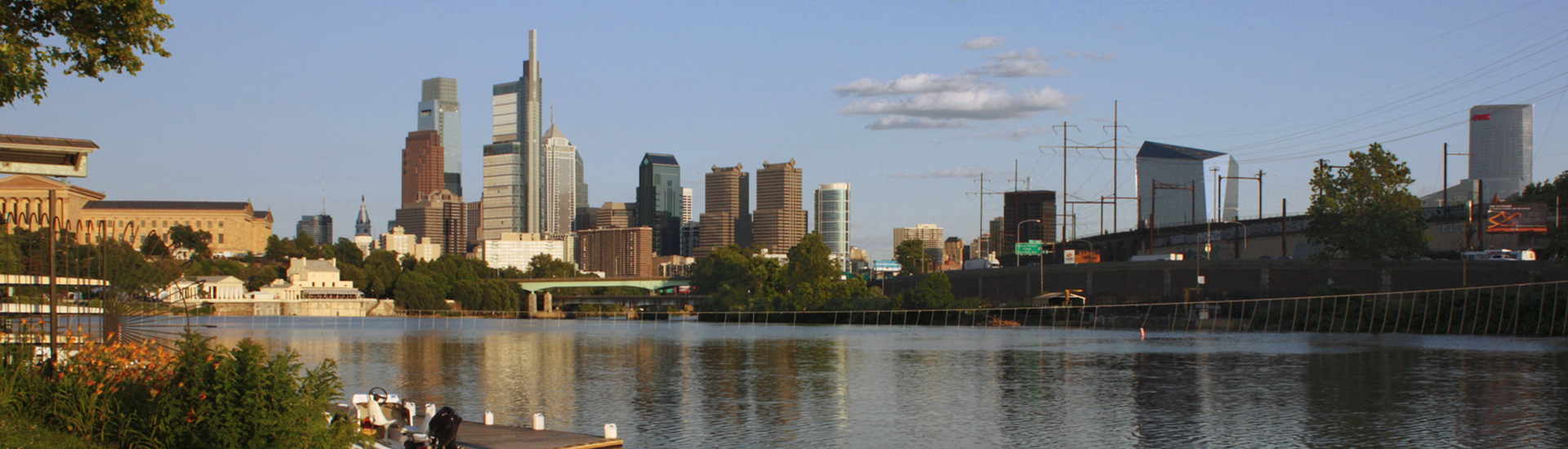
De skyline van Philadelphia in 2019

De stad Philadelphia in de Amerikaanse staat Pennsylvania telt in totaal 57 gebouwen die hoger zijn dan honderd meter. Het hoogste gebouw van de stad is het Comcast Technology Center met 342 meter (1121 voet). Tot aan 1987 bestond er een herenakkoord dat er niet hoger gebouwd mocht worden dat de rand van de hoed van het standbeeld van William Penn op het Stadhuis van Philadelphia. In dat jaar werd de toren van One Liberty Place (288 meter) voltooid.

## Lijst van hoogste gebouwen
| Rang | Naam                                        | Foto | Hoogte M / Ft | Verdiepingen | Jaar | Opmerkingen                                                                                   |
| ---- | ------------------------------------------- | ---- | ------------- | ------------ | ---- | --------------------------------------------------------------------------------------------- |
| 1    | Comcast Technology Center                   |      | 341 (1121)    | 60           | 2018 | Hoogste gebouw van de stad                                                                    |
| 2    | Comcast Center                              |      | 297 (974)     | 58           | 2008 |                                                                                               |
| 3    | One Liberty Place                           |      | 288 (945)     | 61           | 1987 | De allereerste wolkenkrabber van Philadelphia                                                 |
| 4    | Two Liberty Place                           |      | 258 (945)     | 58           | 1990 |                                                                                               |
| 5    | BNY Mellon Center                           |      | 241 (792)     | 54           | 1990 |                                                                                               |
| 6    | Three Logan Square                          |      | 225 (739)     | 55           | 1991 | Voorheen bekend als de Bell Atlantic Tower en de Verizon Tower                                |
| 7    | FMC Tower van Circa Centre South            |      | 224 (736)     | 49           | 2016 |                                                                                               |
| 8    | G. Fred DiBona Jr. Building                 |      | 191 (625)     | 45           | 1990 | Voorheen bekend als Independence Blue Cross Tower, Blue Cross-Blue Shield Tower en IBX Tower. |
| 9    | The W Philadelphia and Element Philadelphia |      | 188 (617)     | 51           | 2020 |                                                                                               |
| 10=  | One Commerce Square                         |      | 172 (565)     | 41           | 1987 |                                                                                               |
| 10=  | Two Commerce Square                         |      | 172 (565)     | 41           | 1987 |                                                                                               |
| 12   | Stadhuis van Philadelphia                   |      | 167 (548)     | 9            | 1894 | Tussen 1894 en 1908 het hoogste gebouw ter wereld                                             |
| 13   | The Residences at The Ritz-Carlton          |      | 158 (518)     | 48           | 2009 |                                                                                               |
| 14   | 1818 Market Street                          |      | 152 (500)     | 40           | 1974 |                                                                                               |
| 15   | The St. James                               |      | 152 (498)     | 45           | 2000 |                                                                                               |
| 16   | PSFS Building                               |      | 150 (492)     | 36           | 1932 |                                                                                               |
| 17   | PNC Bank Tower                              |      | 150 (491)     | 40           | 1983 |                                                                                               |
| 18=  | Centre Square II                            |      | 149 (490)     | 40           | 1973 |                                                                                               |
| 18=  | Five Penn Center                            |      | 149 (490)     | 36           | 1970 |                                                                                               |
| 20   | Murano                                      |      | 145 (475)     | 43           | 2008 |                                                                                               |
| 21   | One South Broad                             |      | 144 (472)     | 28           | 1932 | Voorheen bekend als Lincoln-Liberty Building en het PNB Building.                             |
| 22=  | 2000 Market Street                          |      | 133 (435)     | 29           | 1973 |                                                                                               |
| 22=  | Two Logan Square                            |      | 133 (435)     | 35           | 1987 |                                                                                               |
| 24   | Circa Centre                                |      | 132 (434)     | 28           | 2005 |                                                                                               |
| 25=  | 1700 Market                                 |      | 131 (430)     | 32           | 1968 |                                                                                               |
| 25=  | Evo bij Circa Centre South                  |      | 131 (430)     | 33           | 2014 |                                                                                               |
| 27   | 1835 Market Square                          |      | 130 (425)     | 29           | 1986 | Tot 2003 bekend als het Eleven Penn Center                                                    |
| 28   | Centre Square I                             |      | 127 (417)     | 32           | 1973 |                                                                                               |
| 29   | Jefferson Tower                             |      | 126 (412)     | 32           | 1984 | Voorheen bekend als One Reading Center en de Aramark Tower                                    |
| 30   | Wells Fargo Building                        |      | 123 (405)     | 29           | 1927 |                                                                                               |
| 31   | 1706 Rittenhouse                            |      | 122 (401)     | 33           | 2010 |                                                                                               |
| 32   | One Logan Square                            |      | 122 (400)     | 31           | 1983 |                                                                                               |